# Nakkurin

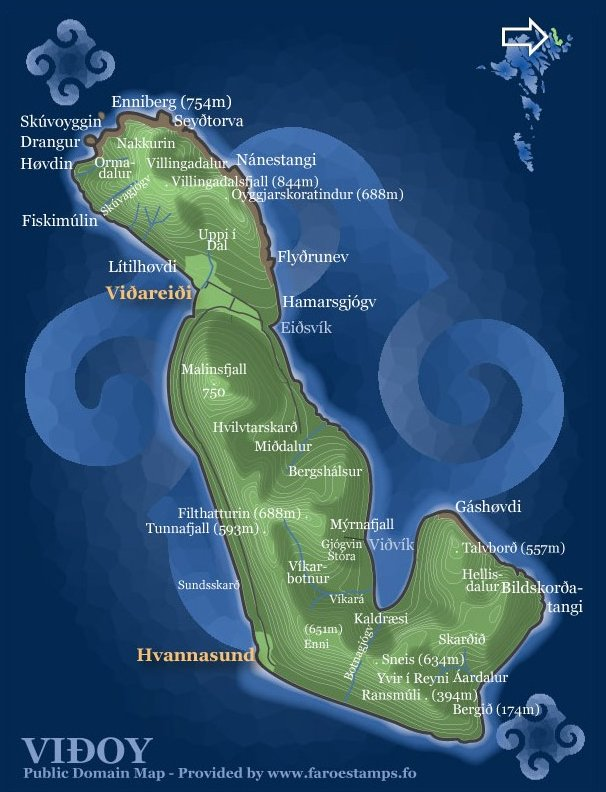
Karta över Viðoy med Nakkurin utmärkt

Nakkurin (norðari) är ett berg på ön Viðoy i den norra delen av ögruppen Färöarna. Berget högsta topp är 754 meter över havet, vilket gör Nakkurin till det tredje högsta berget på Viðoy. Toppen ligger nära den öns norra spets och det berömda klippan Kapp Enniberg.